# Desiderio (film)
Pour plus de détails, voir Fiche technique et Distribution.
Desiderio est un film italien réalisé par Anna Maria Tatò et sorti en 1984.

## Synopsis
Originaire de la région italienne des Pouilles, Lucia, journaliste installée à Paris depuis des années, abandonne ses projets de déplacement toutes affaires cessantes afin de revenir sur les terres méridionales qui l'ont vue naître.
Dans la tête de Lucia, les souvenirs se bousculent, mais la réalité se rappelle à la journaliste après sa rencontre avec un jeune homme dans les champs, qui la conduit à subir un viol.

## Fiche technique
- Titre : Desiderio
- Réalisation : Anna Maria Tatò
- Scénario : Anna Maria Tatò et Vincenzo Cerami
- Musique : Nicola Piovani
- Photographie : Giuseppe Rotunno
- Montage : Ruggero Mastroianni
- Pays de production :  Italie
- Genre : Drame
- Durée : 97 minutes
- Dates de sortie : 
  - Italie : 23 février 1984
  - France : 26 juin 1985

## Distribution
- Fanny Ardant : Lucia
- Leonardo Treviglio : Vincenzo
- Francesca De Sapio : Stella
- Carlo Giuffré : Giuseppe (Peppino)
- Isa Danieli : la grand-mère
- Nunzio Gallo : le grand-père
- Marta Zoffoli : Lucia enfant
- Francesca Rinaldi : Mariolina